# Verordnung (EG) Nr. 1683/95 über eine einheitliche Visagestaltung
Die Verordnung (EG) Nr. 1683/95 des Rates vom 29. Mai 1995 über eine einheitliche Visagestaltung legt ein einheitliches Muster für alle Formen von Visa fest, die im Schengen-Raum erteilt werden. Während sich Großbritannien und Irland der Urfassung der Verordnung von 1995 noch angeschlossen hatten, hat Großbritannien nur noch die Änderung des Jahres 2002 akzeptiert, während Irland keine der späteren Änderungen mehr angenommen hat. Da beide Länder die Übernahme des seit Mai 2009 geltenden neuen Visummarken-Musters abgelehnt haben, gilt die Verordnung in ihrer heutigen Form in diesen beiden Ländern nicht.

## Regelungsgegenstand

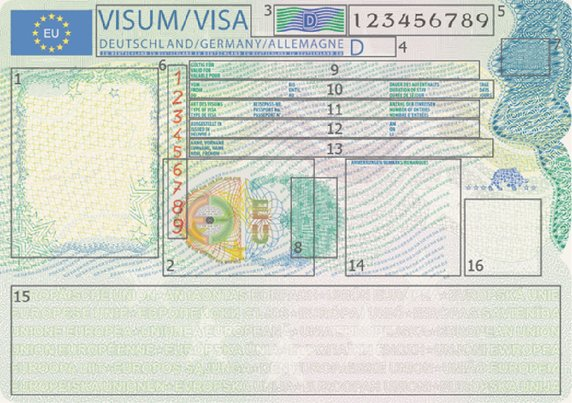
Seit August 2017 gültiges Muster der Visummarke

Gegenstand der Verordnung ist ein schengenweites einheitliches Aussehen der Visummarke.
Die Visummarke gilt nicht nur für das einheitliche Visum i. S. des Artikels 29 Visakodex, das im Bereich aller Mitgliedstaaten gültig ist, sondern auch für nationale Visa, die im Allgemeinen den Kennbuchstaben „D“ tragen und nur für das Land gelten, dessen Behörde es ausgestellt hat.
In die Visummarke sind gemäß der amtlichen Ausfüllanleitung einzutragen:
1. Ein integriertes, gemäß Hochsicherheitsnormen hergestelltes Lichtbild des Inhabers in Farbe.
2. Hier erscheint ein diffraktives, optisch variables Element („Kinegramm“ oder gleichwertiges Element). Je nach Betrachtungswinkel werden in verschiedenen Größen und Farben die Buchstaben „EU“ und „EUE“ sowie kinematische Guillochelinien sichtbar.
3. In diesem Feld erscheint der dreistellige Ländercode des ausstellenden Mitgliedstaats gemäß dem Dokument 9303 der ICAO über maschinell lesbare Dokumente oder das Akronym „BNL“, wenn das Visum von Belgien, Luxemburg oder den Niederlanden ausgestellt wurde, mit optisch variablen Farben. Je nach Betrachtungswinkel erscheint er oder es in unterschiedlichen Farben.
4. Hier erscheint das Folgende in Großbuchstaben:
a) das Wort „VISA“. Der ausstellende Mitgliedstaat kann den entsprechenden Begriff in einer anderen Amtssprache der Organe der Union aufnehmen;
b) der Name des ausstellenden Mitgliedstaats auf Englisch, Französisch oder einer anderen Amtssprache der Organe der Union;
c) der dreistellige Ländercode des ausstellenden Mitgliedstaats gemäß dem Dokument 9303 der ICAO.
5. In diesem Feld erscheint in horizontaler Ausrichtung die bereits in schwarzer Farbe vorgedruckte, neunstellige nationale Nummer der Visummarke. Es wird eine besondere Schriftart verwendet.
6. In diesem Feld erscheint in vertikaler Ausrichtung die bereits in roter Farbe vorgedruckte, neunstellige nationale Nummer der Visummarke. Es wird eine besondere Schriftart verwendet, die sich von der in Feld 5 verwendeten unterscheidet. Die „Nummer der Visummarke“ ist der dreistellige Ländercode gemäß dem Dokument 9303 der ICAO in Verbindung mit der in den Feldern 5 und 6 verzeichneten nationalen Nummer.
7. In diesem Feld erscheinen die Buchstaben „EU“ mit Kippeffekt. Diese Buchstaben erscheinen dunkel, wenn die Visummarke vom Betrachter weggeneigt wird, und bei einer weiteren Drehung um 90 Grad hell.
8. In diesem Feld erscheint der Code aus Feld 3 mit Kippeffekt. Dieser Code erscheint dunkel, wenn die Visummarke vom Betrachter weggeneigt wird, und bei einer weiteren Drehung um 90 Grad hell.
9. Dieses Feld beginnt mit den Worten „gültig für“. Die ausstellende Behörde gibt die räumliche Gültigkeit des Visums an.
10. Dieses Feld beginnt mit dem Wort „vom“, weiter hinten in der Zeile steht das Wort „bis“. Die ausstellende Behörde gibt die vom Visum gedeckte Aufenthaltsdauer des Inhabers des Visums an. Weiter hinten in der Zeile erscheinen die Worte „Dauer des Aufenthalts“ (d. h. die Dauer des vom Antragsteller geplanten Aufenthalts) und „Tage“.
11. Dieses Feld beginnt mit den Worten „Art des Visums“. Die ausstellende Behörde trägt die Kategorie des Visums ein. Weiter hinten in der Zeile erscheinen die Worte „Reisepass-Nr.“ und „Anzahl der Einreisen“.
12. Dieses Feld beginnt mit den Worten „ausgestellt in“ und gibt den Ort der ausstellenden Behörde an. Weiter hinten in der Zeile erscheint das Wort „am“ (die ausstellende Behörde gibt hier das Ausstellungsdatum an).
13. Dieses Feld beginnt mit den Worten „Name, Vorname“.
14. Dieses Feld beginnt mit den Worten „Anmerkungen“. Der Bereich unter dem Wort „Anmerkungen“ dient der ausstellenden Behörde dazu, weitere Informationen einzutragen.
15. Dieses Feld enthält die maßgeblichen maschinenlesbaren Informationen, die die Kontrollen an den Außengrenzen erleichtern. Der maschinenlesbare Bereich enthält einen sichtbaren Hintergrunddruck mit den Worten „Europäische Union“ in allen Amtssprachen der Organe der Union. Dieser Text beeinflusst nicht die technischen Merkmale des maschinenlesbaren Bereichs oder dessen Auslesbarkeit.
16. Dieses Feld ist für die mögliche Hinzufügung eines gemeinsamen 2D-Strichcodes reserviert.

## Änderungshistorie
Die Verordnung wurde bisher sieben Mal geändert, nämlich durch
| Datum             | Änderung/Grund                                                                                                | Rechtsvorschrift |
| ----------------- | --- | --- |
| 18. Februar 2002  | | Verordnung (EG) Nr. 334/2002 |
| 16. April 2003    | Beitritt von Tschechien, Estland, Zypern, Lettland, Litauen, Ungarn, Malta, Polen, Slowenien und der Slowakei | Akte über die Bedingungen des Beitritts der Tschechischen Republik, der Republik Estland, der Republik Zypern, der Republik Lettland, der Republik Litauen, der Republik Ungarn, der Republik Malta, der Republik Polen, der Republik Slowenien und der Slowakischen Republik und die Anpassungen der die Europäische Union begründenden Verträge – Anhang II: Liste nach Artikel 20 der Beitrittsakte – 18. Zusammenarbeit in den Bereichen Justiz und Inneres – B. Visumpolitik |
| 20. November 2006 | Beitritt von Bulgarien und Rumänien                                                                           | Verordnung (EG) Nr. 1791/2006 |
| 24. Juli 2008     | Neues Muster der Visummarke                                                                                   | Verordnung (EG) Nr. 856/2008 |
| 13. Mai 2013      | Beitritt von Kroatien                                                                                         | Verordnung (EU) Nr. 517/2013 |
| 26. Juni 2013     | | Verordnung (EU) Nr. 610/2013 |
| 4. Juli 2017      | Neues Muster der Visummarke                                                                                   | Verordnung (EU) 2017/1370 |